# Danava
I Danava sono una razza di Asura nella mitologia indiana.

## Veda
I Danava sono figli della dea Danu e del saggio Kashyapa, il padre di tutte le creature viventi. Si ribellarono agli dèi sotto la guida di Bali ed altri, ma furono sconfitti. Dopo la loro sconfitta i Danava furono gettati nelle profondità oceaniche e relegati lì da Indra, o a volte Rudra. Secondo un'altra versione, trovarono invece rifugio sui Monti Vindhya.

## Basi storiche
Secondi alcuni studiosi i Veda hanno un fondamento storico. I Danava e altre creature sconfitte (Daitya, Rakshasa, Gandharva, Nāga...) rappresenterebbero le tribù non ariane, sconfitte dagli Indoari nel periodo vedico della storia dell'India. Questo è supportato da leggende e mitologie non vediche, come le leggende sui Naga. In particolare i Danava del Mahābhārata sono stati identificati con la Civiltà dell'Indo. Ma questa teoria non è supportata da fonti storiche e molti storici non la condividono. 

## Controparte greca
I Danava discendenti da Danu sono a volte associati, nella mitologia greca, con i Danai discendenti di Danao.